# 이노우에 지로
이노우에 지로(井上二郎,いのうえ じろう 1974년 6월 7일 ~ 요코하마시)은 일본의 언론인이며 NHK 소속의 남성 아나운서이다.

## 생애 및 학력
이노우에 지로(井上二郎)은 1974년 6월 7일 일본 가나가와현 요코하마시에서 태어나 요코하마시 가나가와구에 아사노(浅野) 중학교와 고등학교를 졸업하고 도쿄도에 게이오기주쿠 대학을 졸업했다.

## 아나운서 입사
그는 게이오기주쿠 대학을 졸업 후 1998년에 NHK에 입사했다. 첫 근무지인 NHK 오키나와 방송국에서 아나운서로 시작을 하고 이 후 NHK 고베 방송국에서 2006년 12월까지 있다가 2007년 도쿄도 NHK 방송 센터로 옮겼다, 2007년부터 2015년 3월 29일까지 8년 2개월간 1차로 NHK 방송 센터 있었다가 개편으로 인해 2015년 3월 30일부로 NHK 후쿠오카 방송국으로 자리를 옮겼다. 특히 2015년 3월 30일부터 2018년 3월 30일까지 3년간 NHK 후쿠오카 방송국에 로쿠이치!후쿠오카를 진행했었다. 이노우에 아나운서는 오미 유리에 아나운서와 하야시다 리사 아나운서와 같이 진행을 했었다.그러다가 다시 2018년 4월 1일부로 다시 도쿄도 NHK 방송 센터로 다시 옮기면서 현재까지도 활동하고 있다. 그러다가 신일본풍토기의 나레이션을 2018년 4월 6일부터 시작해 지금도 이어지고 있고 주간 바로 알기 뉴스의 진행을 2018년 4월 7일에 시작해 2022년 3월 26일까지 4년간 진행했었다가 2022년 4월 9일 봄개편에 따라 아라이 히데카즈 아나운서와 카와사키 리카 아나운서 후임으로 모리시타 에리카 아나운서와 함께 주말 NHK 뉴스 오하요 일본의 진행을 맡게 되었다.